# Dion Phaneuf
Dion Phaneuf, född 10 april 1985, är en kanadensisk före detta  professionell ishockeyspelare som spelade för Calgary Flames, Toronto Maple Leafs, Ottawa Senators och Los Angeles Kings i National Hockey League (NHL). Han draftades som nionde totalt i 2003 av Calgary och gjorde NHL-debut 2005 efter fyra års juniorhockey med Red Deer Rebels i Western Hockey League (WHL) där han blev utnämnd till Bill Hunter Memorial Trophy två gånger.

## Spelarkarriär

### Calgary Flames
Phaneuf debuterade i NHL med Flames den 5 oktober 2005 mot Minnesota Wild och den 10 oktober kom första målet och första assisten i en match mot Colorado Avalanche. Han blev månadens rookie i november. Det blev totalt 20 mål för Phaneuf under hans debutsäsong, med det var han blott den tredje rookiebacken i NHL-historien som klarade 20 mål under sin debutsäsong. Han blev också nominerad till Calder Trophy för bästa rookie, men det priset gick till Aleksandr Ovetjkin. Totalt gjorde han 378 matcher och 228 poäng med Flames fördelat på 4,5 säsonger.

### Toronto Maple Leafs
31 januari 2010 blev han tillsammans med Fredrik Sjöström och Keith Aulie tradad till Toronto Maple Leafs i utbyte mot Matt Stajan, Niklas Hagman, Ian White och Jamal Mayers.
Hans första match med Maple Leafs blev den 2 februari 2010 där han hade mest istid av alla i laget och blev utnämnd till matchens andra stjärna.
Han gjorde sin första poäng för Leafs 6 februari mot Ottawa Senators och sitt första mål mot Henrik Lundqvist i New York Rangers den 7 april 2010.
14 juni 2010 blev han kapten för Leafs, den första sedan Mats Sundin säsongen 2007–2008 och den 18:e i ordningen.
Det blev totalt 423 matcher och 196 poäng med Maple Leafs innan han blev tradad till Senators i februari 2016. Han var lagkapten i närmare 5 säsonger.

### Ottawa Senators
9 februari 2016 blev han tradad till Ottawa Senators i en stor affär tillsammans med Matt Frattin, Casey Bailey, Ryan Rupert och Cody Donaghey i utbyte mot Jared Cowen, Colin Greening, Milan Michálek, Tobias Lindberg och ett draftval i andra rundan 2017, som blev Eemeli Rasanen som valdes som nummer 59 totalt.
Bytesaffären var den första mellan lagen sedan 17 mars 1998 och blev en stor snackis då lagen är stora rivaler i "the Battle of Ontario" och sällan gör affärer med varandra.
Det blev totalt 154 matcher och 54 poäng för Phaneuf i Senators i delar av tre säsonger, varav han var assisterande kapten till Erik Karlsson i två säsonger.

### Los Angeles Kings
Den 13 februari 2018 blev han tradad tillsammans med Nate Thompson till Los Angeles Kings i utbyte mot Marián Gáborík och Nick Shore. Senators gick med på att behålla 25 % av lönen på Phaneufs kontrakt som sträcker sig fram till 2021.
Kings köpte ut Phaneuf från hans kontrakt den 15 juni 2019.

## Landslagskarriär
Phaneuf tog JVM-silver med Kanada 2004 och JVM-guld 2005.

## Privatliv
Phaneuf är gift och har en dotter (2017) och en son (2022) med skådespelerskan Elisha Cuthbert.

## Statistik

### Klubbkarriär
| 2001–02    | Red Deer Rebels     | WHL        | 67   | 5   | 12  | 17  | 170  | 21 | 0 | 2  | 2  | 14 |
| 2002–03    | Red Deer Rebels     | WHL        | 71   | 16  | 14  | 30  | 185  | 23 | 7 | 7  | 14 | 34 |
| 2003–04    | Red Deer Rebels     | WHL        | 62   | 19  | 24  | 43  | 126  | 19 | 2 | 9  | 11 | 30 |
| 2004–05    | Red Deer Rebels     | WHL        | 55   | 24  | 32  | 56  | 73   | 7  | 1 | 4  | 5  | 12 |
| 2005–06    | Calgary Flames      | NHL        | 82   | 20  | 29  | 49  | 93   | 7  | 1 | 0  | 1  | 7  |
| 2006–07    | Calgary Flames      | NHL        | 79   | 17  | 33  | 50  | 98   | 6  | 1 | 0  | 1  | 7  |
| 2007–08    | Calgary Flames      | NHL        | 82   | 17  | 43  | 60  | 182  | 7  | 3 | 4  | 7  | 4  |
| 2008–09    | Calgary Flames      | NHL        | 80   | 11  | 36  | 47  | 100  | 5  | 0 | 3  | 3  | 4  |
| 2009–10    | Calgary Flames      | NHL        | 55   | 10  | 12  | 22  | 49   | —  | — | —  | —  | —  |
| 2009–10    | Toronto Maple Leafs | NHL        | 26   | 2   | 8   | 10  | 34   | —  | — | —  | —  | —  |
| 2010–11    | Toronto Maple Leafs | NHL        | 66   | 8   | 22  | 30  | 88   | —  | — | —  | —  | —  |
| 2011–12    | Toronto Maple Leafs | NHL        | 82   | 12  | 32  | 44  | 92   | —  | — | —  | —  | —  |
| 2012–13    | Toronto Maple Leafs | NHL        | 48   | 9   | 19  | 28  | 65   | 7  | 1 | 2  | 3  | 6  |
| 2013–14    | Toronto Maple Leafs | NHL        | 80   | 8   | 23  | 31  | 144  | —  | — | —  | —  | —  |
| 2014–15    | Toronto Maple Leafs | NHL        | 70   | 3   | 26  | 29  | 108  | —  | — | —  | —  | —  |
| 2015–16    | Toronto Maple Leafs | NHL        | 51   | 3   | 21  | 24  | 67   | —  | — | —  | —  | —  |
| 2015–16    | Ottawa Senators     | NHL        | 20   | 1   | 7   | 8   | 23   | —  | — | —  | —  | —  |
| 2016–17    | Ottawa Senators     | NHL        | 81   | 9   | 21  | 30  | 100  | 19 | 1 | 4  | 5  | 17 |
| 2017–18    | Ottawa Senators     | NHL        | 53   | 3   | 13  | 16  | 34   | —  | — | —  | —  | —  |
| 2017–18    | Los Angeles Kings   | NHL        | 26   | 3   | 7   | 10  | 15   | 4  | 0 | 1  | 1  | 4  |
| 2018–19    | Los Angeles Kings   | NHL        | 67   | 1   | 5   | 6   | 53   | —  | — | —  | —  | —  |
| NHL totalt | NHL totalt          | NHL totalt | 1048 | 137 | 357 | 494 | 1345 | 55 | 7 | 14 | 21 | 49 |

### Internationellt
| År            | Lag            | Turnering     |               | Matcher | Mål | Assist | Poäng | Utv |
| ------------- | -------------- | ------------- | ------------- | ------- | --- | ------ | ----- | --- |
| 2002          | Canada Pacific | WHC17         | 6             | 3       | 5   | 8      | 8     |     |
| 2004          | Kanada         | JVM           | 6             | 2       | 2   | 4      | 29    |     |
| 2005          | Kanada         | JVM           | 6             | 1       | 5   | 6      | 14    |     |
| 2007          | Kanada         | VM            | 7             | 0       | 8   | 8      | 2     |     |
| 2011          | Kanada         | VM            | 7             | 0       | 3   | 3      | 8     |     |
| 2012          | Kanada         | VM            | 8             | 2       | 0   | 2      | 4     |     |
| Junior totalt | Junior totalt  | Junior totalt | Junior totalt | 18      | 6   | 12     | 18    | 51  |
| Senior totalt | Senior totalt  | Senior totalt | Senior totalt | 22      | 2   | 11     | 13    | 14  |

### All-Star Games
| År              | Plats           |   | G | A | P |
| --------------- | --------------- | - | - | - | - |
| 2007            | Dallas          | 1 | 1 | 2 |   |
| 2008            | Atlanta         | 1 | 0 | 1 |   |
| 2012            | Ottawa          | 0 | 0 | 0 |   |
| All-Star totalt | All-Star totalt | 2 | 1 | 3 |   |